# Antonín Hudeček
Antonín Hudeček (Ředhošť, 14 de janeiro de 1872 -  Častolovice, 11 de agosto de 1941) foi um pintor de paisagens tcheco. 

## Biografia
Depois de concluir o ensino primário em Roudnice, estudou na Academia de Belas Artes de Praga, com Maximilian Pirner e Václav Brožík; dedicando-se principalmente à pintura de figuras. De 1891 a 1893, ele continuou seus estudos em Munique com Otto Seitz. Ele abriu uma oficina em Praga em 1895.
Pouco depois, ele se juntou a um grupo de pintores, liderados por Julius Mařák, que fazia excursões para pintar plein aire; principalmente na área ao redor de Okoř. Em 1898, ele realizou sua primeira grande exposição na União de Belas Artes de Mánes, seguida de uma exibição em Viena em 1900. Ele fez uma longa viagem à Itália e Sicília com Jan Preisler em 1902, retornando a Praga por Colônia. 
Depois de 1909, ele trabalhou nas áreas próximas a Police nad Metují e fez várias visitas a Rügen. Desde 1920, ele era um visitante regular de Banská Bystrica, no Tatras. Em 1927, ele se estabeleceu na vila de Častolovice, onde viveu até sua morte. Ele foi nomeado membro da Academia Austríaca de Ciências em 1930 e recebeu o prêmio pela conquista da vida. No ano seguinte, ele e seu filho Jiří (1910-1971), um aspirante a artista, fizeram uma estadia prolongada em Veneza. 

## Pinturas selecionadas

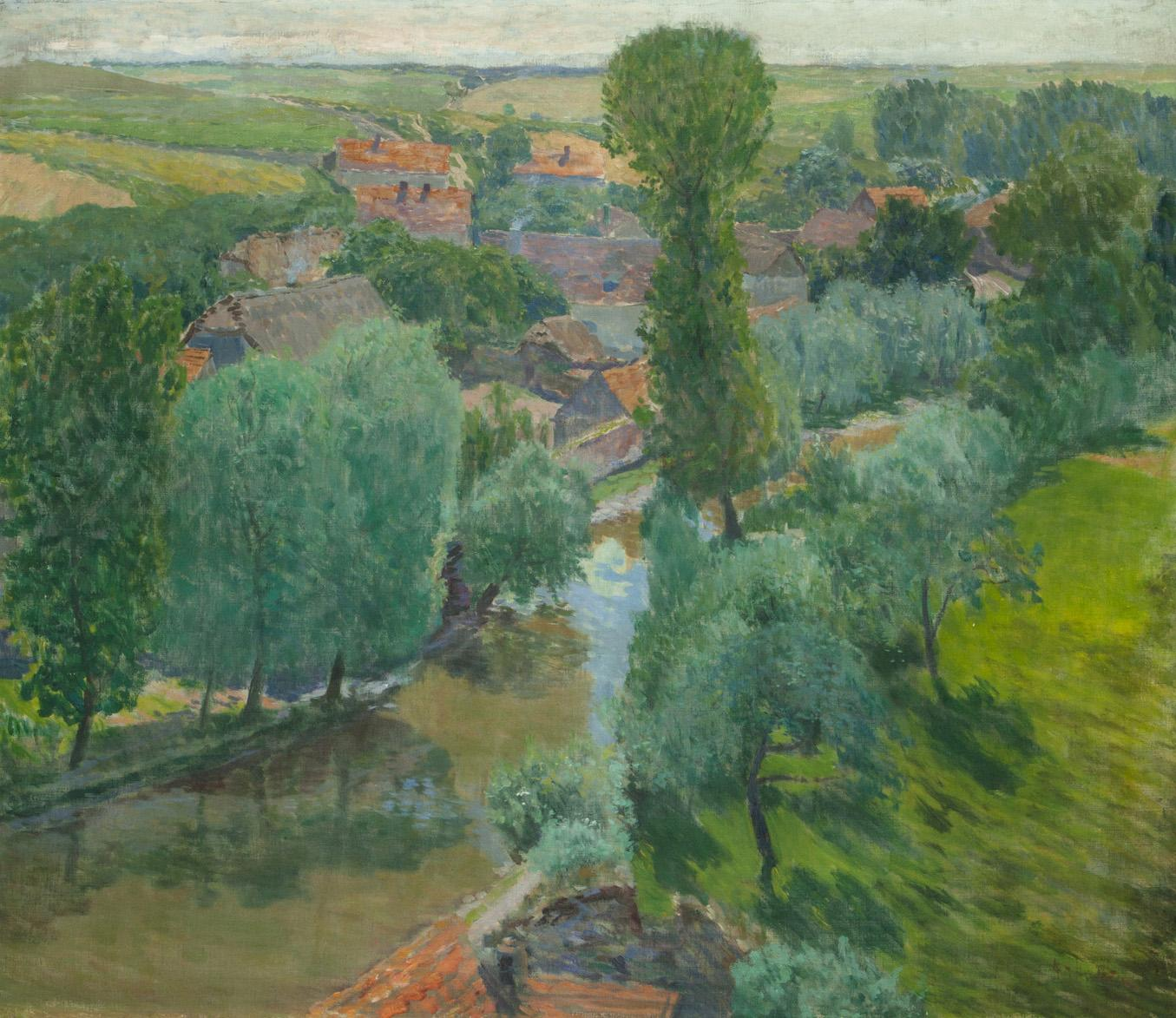
Vista de Okoř
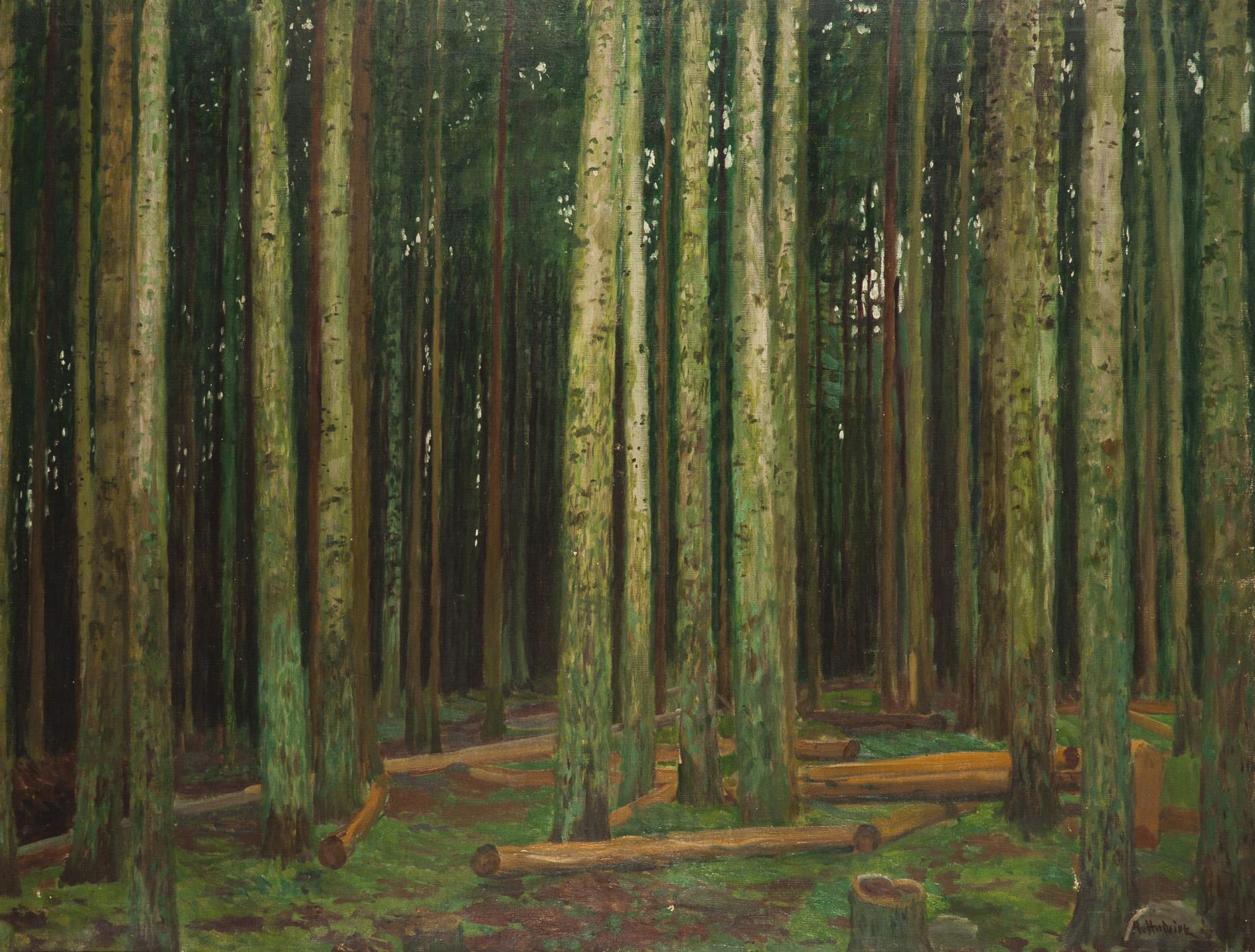
Coração da Floresta
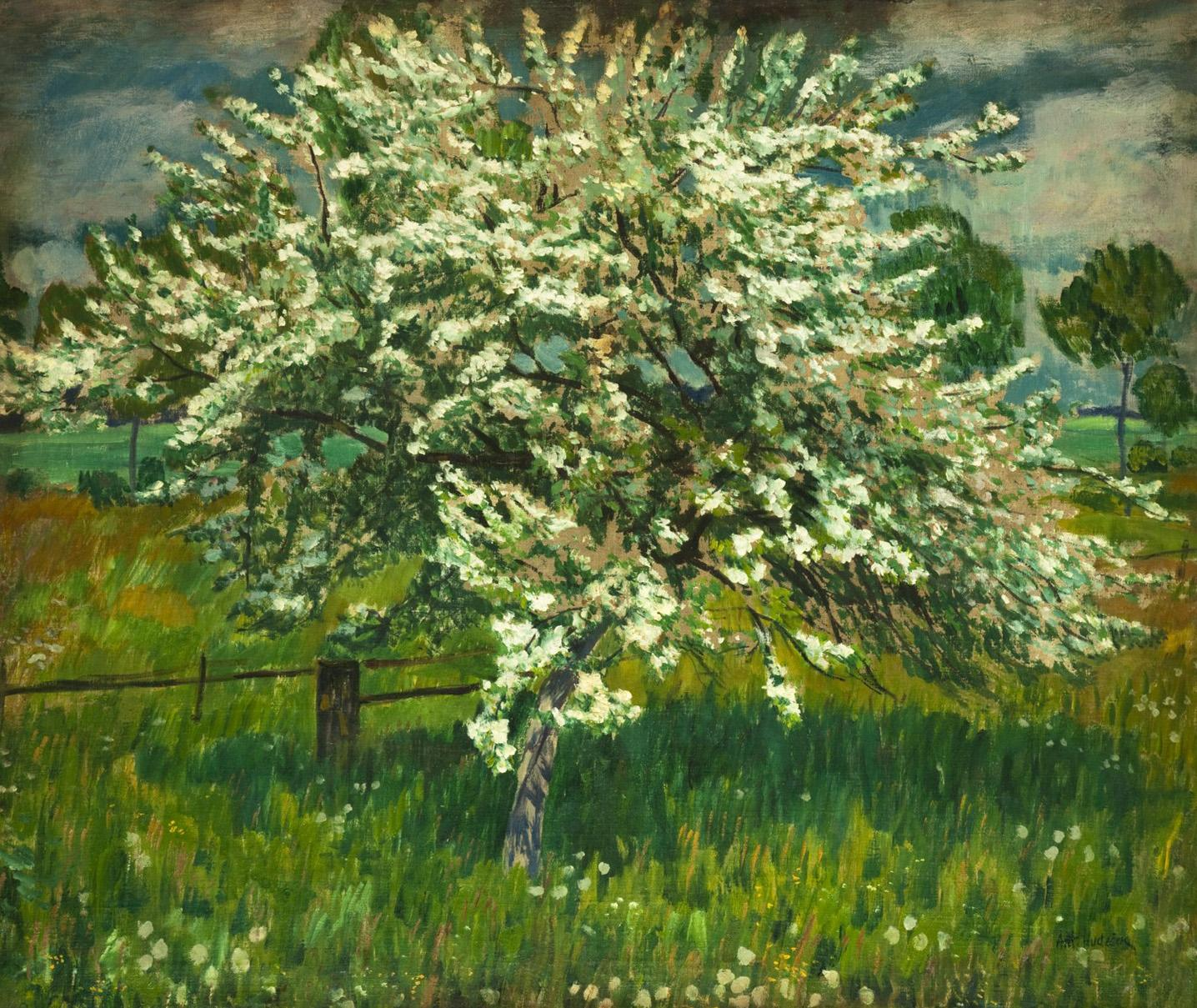
Macieira florescendo